# Drużnaja (obwód miński)
Drużnaja (biał. Дружная; ros. Дружная, Drużnaja; hist.: pol. Bruchacze, Brzuchacze; biał. Брухачы, Bruchaczy) – wieś na Białorusi, w obwodzie mińskim, w rejonie stołpeckim, w sielsowiecie Szaszki.

## Historia
W XIX i w początkach XX w. Bruchacze położone były w Rosji, w guberni wileńskiej, w powiecie oszmiańskim, w gminie Derewno.
W dwudziestoleciu międzywojennym leżały w Polsce, w województwie nowogródzkim, w powiecie stołpeckim, w gminie Derewno. W 1921 miejscowość liczyła 265 mieszkańców, zamieszkałych w 49 budynkach, w tym 264 Polaków i 1 osobę innej narodowości. Wszyscy mieszkańcy byli wyznania rzymskokatolickiego.
W czasie II wojny światowej 2 mieszkańców miejscowości dołączyło do Zgrupowania Stołpeckiego Armii Krajowej.
Po II wojnie światowej w granicach Związku Sowieckiego. Od 1991 w niepodległej Białorusi.